# Smoke and Mirrors (Stargate SG-1)
Smoke and Mirrors (Humos y Espejos) es el décimo cuarto episodio de la sexta temporada de la serie de televisión de ciencia ficción Stargate SG-1 y el episodio N.º 124 de toda la serie.

## Trama
Mientras el Senador Kinsey sale de un edificio, un francotirador le dispara en el pecho, causando conmoción entre la gente presente. Pronto, el Coronel O'Neill es visto saliendo de un edificio cercano.
Más adelante en el SGC, el SG-1 observa las noticias sobre el incidente cuando O'Neill entra en el cuarto. Ellos le cuentan de lo ocurrido cuando Hammond también aparece, y le comunica al Coronel que está bajo arresto por el asesinato de Kinsey. Luego el Mayor Davis le informa al resto del equipo las pruebas que tienen en contra O'Neill, incluyendo un vídeo de él en Washington, el día en cuestión. A pesar de esto, el SG-1 no está convencido e investiga.
O'Neill es visitado en prisión por Jonas y Teal'c. Puesto que él insiste en que se encontraba pescando en un lugar alejado en Minnesota, suponen que el culpable sabía que el Coronel no iba tener coartada.
Mientras discuten al respecto, el equipo recuerda la vez que unos alienígenas invadieron el SGC, usando dispositivos que les permitieron hacerse pasar por varias personas. Entonces van al Área 51 a revisar los aparatos recuperados, y descubren que estos han sido reemplazados por falsificaciones.
Carter va a hablar después sobre esto con el Agente Barrett del NID, quien a través de una nota le pide reunirse con él luego en un parque cercano. Allí, Barrett le informa que la Casa Blanca le ordenó descubrir quienes controlaban una organización secreta dentro del NID y que Kinsey lo estaba ayudando.
En ela base, Jonas y Teal'c descubren que un tal Dr. Langham, que trabajaba con los dispositivos y que supuestamente murió en un accidente, resulta seguir vivo y con nueva identidad. Cuando van a visitarlo, los recibe otra persona, pero Jonas logra percatarse que en realidad se trata de Langham disfrazado. Aunque él intenta escapar, Teal'c logra atraparlo. 
Carter y Barrett visitan un almacén de armas ilegal donde el asesino posiblemente compró el rifle, y descubren que alguien parecido a O'Neill compró el arma, pero pronto usando las huellas digitales en otra arma que ese sujeto tomo averiguan que en realidad era un agente del NID. En la base, Teal'c logra hacer hablar al Dr. Langham.
Mientras tanto Carter y Barrett apenas escapan de una bomba en la casa del agente del NID que disparó al Senador.
En el SGC, Langham revela que trabajaba para una organización llamada el "Comité", compuesta por hombre de negocios que desean sacarle dinero a las tecnologías extraterrestres. A cambio de inmunidad el doctor revela sus nombres. Luego de ser informada de esto, Carter le cuenta a Barrett sobre los mimetizadores y éste le revela que Kinsey no ha muerto, sino que está en un coma temporal en un hospital y que el Mayor Davis lo visitara pronto. Carter le dice entonces que Davis es uno de los sujetos a los que puede imitarse.
El agente disfrazado como Davis llega al hospital para "intentar" matar a Kinsey. Luego él va adonde el comité a informar lo ocurrido y recibe órdenes de "incitar" al Gral. Hammond a retirarse. Cuando le dicen que si se niega lo mate, el agente revela ser en realidad Carter para sorpresa del Comité que entonces es arrestado. 
Más adelante O'Neill es enviado a visitar a Kinsey, con él cual debe estrechar la mano frente a la prensa, aunque en realidad no este feliz por ello.

## Artistas invitados
- Colin Cunningham como el Mayor Davis.
- Peter Flemming como el Agente Malcom Barrett.
- Ronny Cox como el Senador Kinsey.
- Teryl Rothery como la Dra. Fraiser
- Jon Cuthbert como el Agente Devlin.
- Peter Kelamis como el Dr. Langham.
- John Mann como Luthor.
- Mi-Jung Lee como Reportera.
- Chris Harrison como Guardia.
- Simon Egan como SF #1.
- Daniel Pepper como SF del Hospital.
- Yvonne Myers como Técnico del Área 51.
- Darryl Sheeler como hombre.
- L. Harvey Gold como Miembro del "Comité" #1.
- Don McKay como Miembro del "Comité" #2.
- Dale Wilson como Miembro del "Comité" #3.
- James Michalopulos como Leo.